# Roberta Gualda
Ana Roberta de Macedo Costa Gualda (Rio de Janeiro, 30 de outubro de 1977) é uma atriz e bacharel em direito brasileira.

## Biografia
Neta de desembargadores, formou-se em Direito, mas nunca exerceu a profissão.

## Carreira
Atua em teatro desde os 14 anos, seguindo os passos de sua tia. Alcançou sucesso na telenovela Mulheres Apaixonadas, na TV Globo, em 2003, na qual interpretou a revoltada Paulinha. Participou também de outras telenovelas e curtas-metragens. Em 2008 estreou em seu primeiro longa-metragem, Polaróides Urbanas, de Miguel Falabella, em que interpretou uma jovem que sofre depressão.
Em 2006 passou a assinar apenas Roberta Gualda. Em 2009 foi contratada pela RecordTV. Em 2012, interpretou sua primeira vilã cômica ao lado de Bárbara Borges na telenovela Balacobaco como Dóris Paranhos.
Após quase uma década, retornou a TV Globo participando da série Sob Pressão e da novela Amor de Mãe. Também participou da série Detetives do Prédio Azul transmitida no Gloob pertencente ao grupo Globosat.

## Filmografia

### Televisão
| Ano  | Título                    | Personagem                | Notas                           |
| ---- | ------------------------- | ------------------------- | ------------------------------- |
| 1998 | Mulher                    | Mari                      | Episódio: "Amor Secreto"        |
| 2002 | Coração de Estudante      | Aline                     | Episódio: "13 de março"         |
| 2003 | Mulheres Apaixonadas      | Paula Arruda (Paulinha)   |                                 |
| 2004 | Começar de Novo           | Linda Flor de Linhares    |                                 |
| 2005 | Retrato Falado            | Nilce                     | Episódio: "Edna"                |
| 2006 | Bang Bang                 | Polly                     | EPisódios: "24–27 de janeiro"   |
| 2006 | Por Toda Minha Vida       | Celina Silva              | Episódio: "Elis Regina"         |
| 2006 | Páginas da Vida           | paciente de Helena        | Episódio: "19 de agosto"        |
| 2006 | Linha Direta              | Lenir Siqueira            | Episódio: "Circo de Niterói"    |
| 2007 | Linha Direta              | Kátia Argento             | Episódio: "Mães de Acari"       |
| 2008 | A Favorita                | Greice Ferreira da Silva  |                                 |
| 2009 | Bela, a Feia              | Luzia Caldas              |                                 |
| 2012 | Rei Davi                  | Tirsa                     |                                 |
| 2012 | Balacobaco                | Dóris Paranhos            |                                 |
| 2013 | Gonzaga: de Pai pra Filho | Helena (jovem)            |                                 |
| 2014 | Milagres de Jesus         | Miriam                    | Episódio: "A Mulher Encurvada"  |
| 2014 | Vitória                   | Anastácia Rocha Amaral    |                                 |
| 2016 | Escrava Mãe               | Teresa de Avelar Almeida  |                                 |
| 2018 | Sob Pressão               | Vanessa                   | Episódio: "20 de novembro"      |
| 2018 | Detetives do Prédio Azul  | Janaina (Tia Jana)        | Episódio: "O Sumiço do Genésio" |
| 2019 | Os Homens São de Marte    | Simone                    | Episódio: "Zen, Mas Nem Tanto"  |
| 2019 | Amor de Mãe               | Silvânia                  | Episódio: "10 de dezembro"      |
| 2022 | Além da Ilusão            | Giovanna Martinelli       |                                 |
| 2022 | O Rei da TV               | Maria Aparecida (Cidinha) |                                 |
| 2023 | Vai na Fé                 | Ruth Siqueira             | Episódios: "21–27 de fevereiro" |

### Cinema
| Ano  | Título                     | Papel   | Notas          |
| ---- | -------------------------- | ------- | -------------- |
| 2000 | Olhos Mortos               | Márcia  | Curta-metragem |
| 2004 | Relâmpago                  | Leninha | Curta-metragem |
| 2008 | Polaroides Urbanas         | Melanie |                |
| 2012 | Gonzaga - de Pai pra Filho | Helena  |                |
| 2016 | Uma Loucura de Mulher      | Thelma  |                |
| 2023 | O Sequestro do Voo 375     | Luzia   |                |

## Teatro
| Ano     | Título                                               | Direção             |
| ------- | ---------------------------------------------------- | ------------------- |
| 1994    | Descobrindo Vidas no Jardim Botânico                 | Cacá Mourthé        |
| 1995    | América                                              | João Brandão        |
| 1995    | A Coruja Sofia                                       | Maria Clara Machado |
| 1997    | Dois Fernandos e um Fernandes                        | João Brandão        |
| 2000    | Êxtase                                               | Antônio Amâncio     |
| 2002    | Rio Cena Contemporânea                               | Enrique Diaz        |
| 2003    | Alegria                                              | Daniela Amorim      |
| 2006–07 | A Falta que nos Move ou Todas as Estórias são Ficção | Christiane Jatahy   |

## Prêmios e indicações
| Ano  | Prêmio                        | Categoria                                   | Trabalho               | Resultado |
| ---- | ----------------------------- | ------------------------------------------- | ---------------------- | --------- |
| 2003 | Prêmio Qualidade Brasil - SP  | Melhor Atriz Revelação de Teledramaturgia   | Mulheres Apaixonadas   | Indicada  |
| 2003 | Prêmio Qualidade Brasil - RJ  | Melhor Atriz Revelação de Teledramaturgia   | Mulheres Apaixonadas   | Indicada  |
| 2004 | Prêmio Contigo! de TV         | Melhor Atriz Revelação                      | Mulheres Apaixonadas   | Indicada  |
| 2008 | Prêmio Qualidade Brasil       | Melhor Atriz Revelação de Cinema            | Polaróides Urbanas     | Indicada  |
| 2012 | Melhores do UOL e PopTevê     | Melhor Atriz                                | Balacobaco             | Indicada  |
| 2023 | Prêmio Platino                | Interpretação Feminina Coadjuvante em Série | O Rei da TV            | Indicada  |
| 2023 | Premios Produ                 | Melhor Atriz Principal - Série Dramática    | O Rei da TV            | Pendente  |
| 2024 | Festival Sesc Melhores Filmes | Melhor Atriz Nacional                       | O Sequestro do Voo 375 | Pendente  |